# Boscia madagascariensis
Boscia madagascariensis är en kaprisväxtart som först beskrevs av Dc., och fick sitt nu gällande namn av Hadj Moust. Boscia madagascariensis ingår i släktet Boscia och familjen kaprisväxter. Inga underarter finns listade i Catalogue of Life.